# Pelayo (1885)
Pelayo byla barbetová bitevní loď španělského námořnictva. Postavena byla ve Francii. Ve službě byla v letech 1888–1924. Byla to první španělská bitevní loď. Měla být prototypovou jednotkou své třídy, avšak nakonec byly místo dalších plavidel tohoto typu postaveny pancéřové křižníky třídy Infanta Maria Teresa.

## Stavba

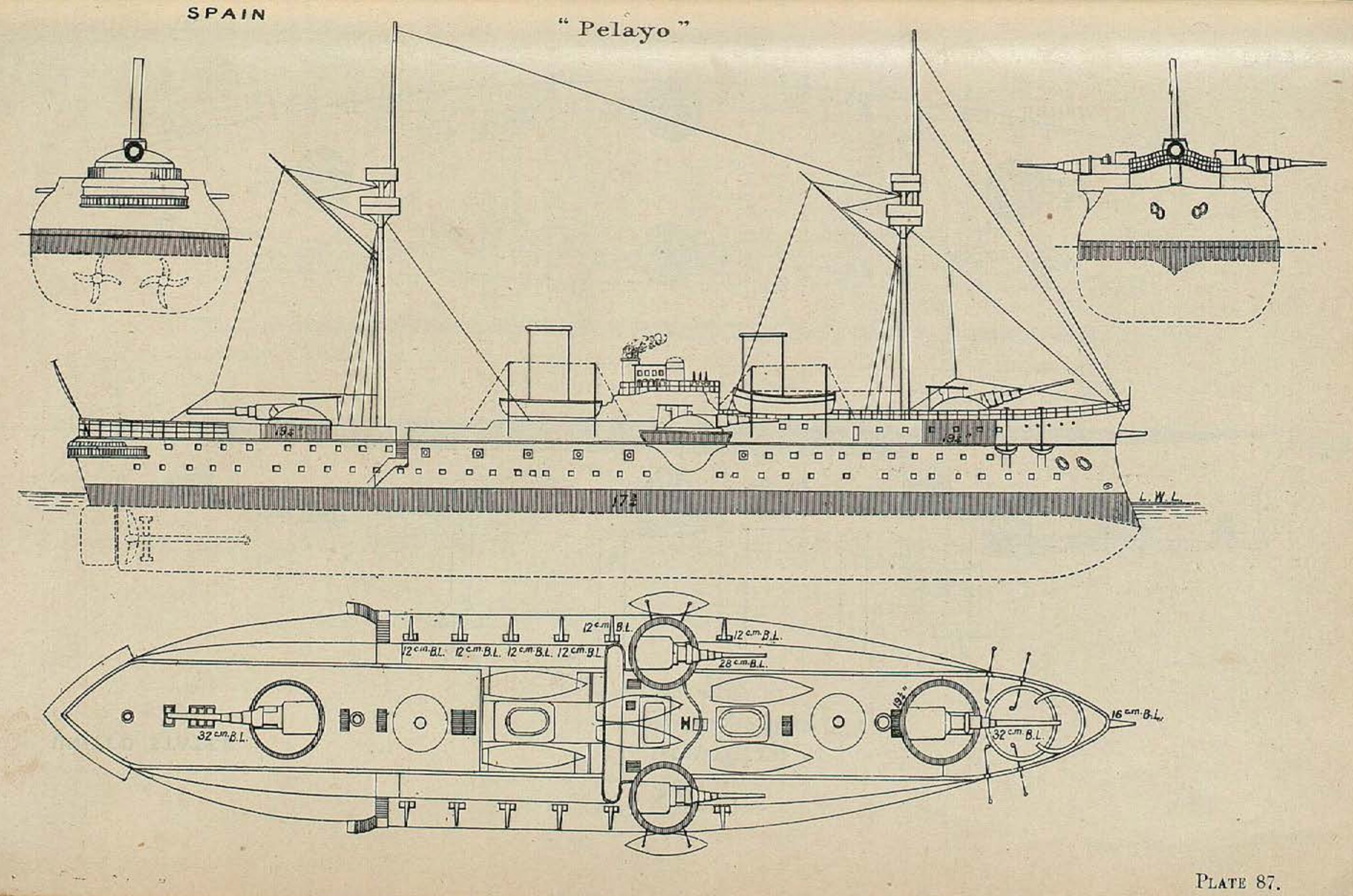
Základní uspořádání bitevní lodě Pelayo

Plavidlo postavila francouzská loděnice Forges et Chantiers de la Méditerranée v La Seyne. Objednáno bylo v listopadu 1884. Jeho konstrukce vycházela z francouzských barbetových lodí třídy Marceau, avšak s menším ponorem, aby mohla proplout Suezským průplavem. Kýl byl založen v únoru 1886. Na vodu bylo plavidlo spuštěno 5. února 1887 a do služby bylo přijato 9. září 1888.

## Konstrukce

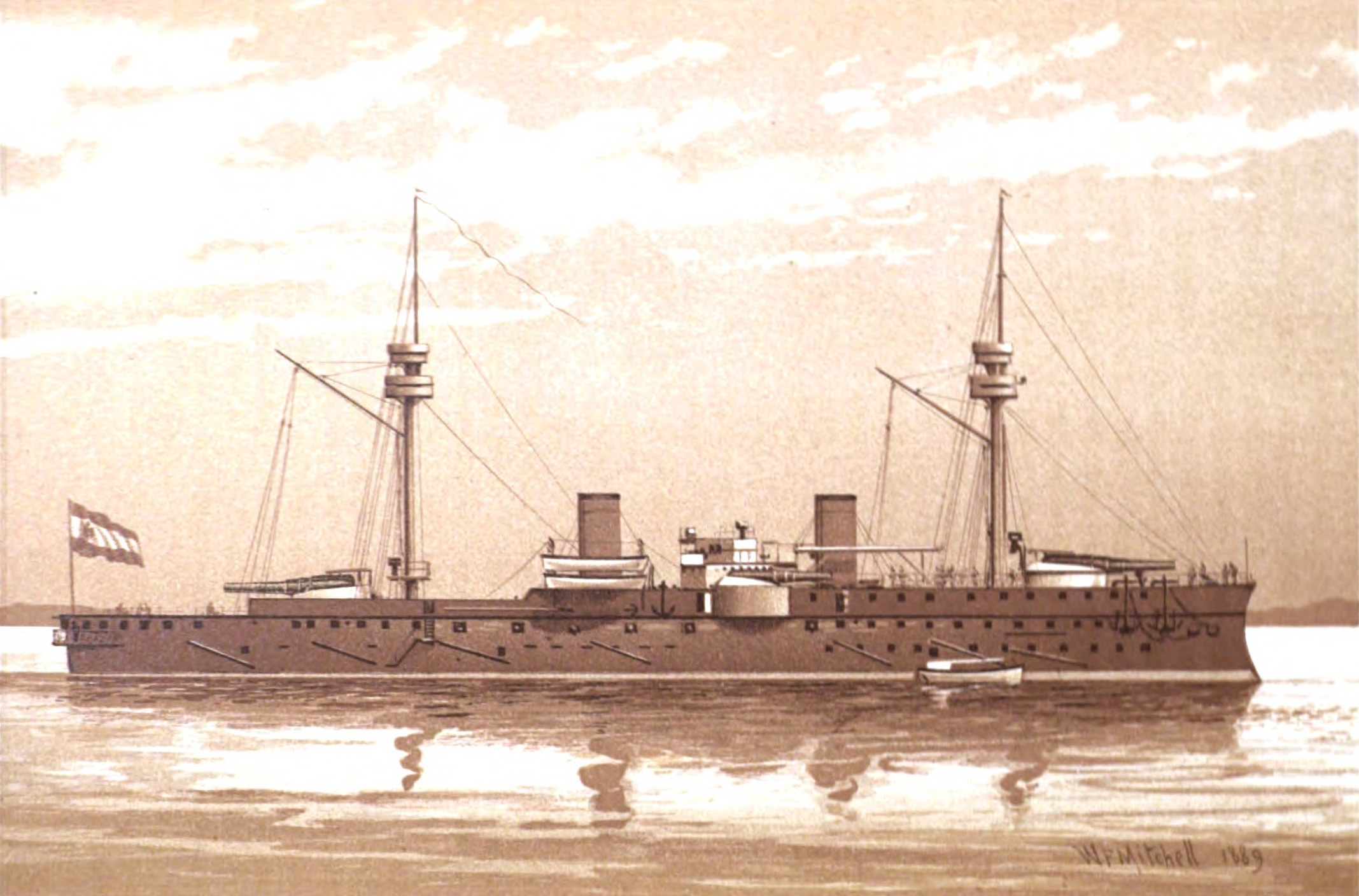
Pelayo

Hlavní výzbroj představovaly dva 320mm/35 kanóny Hontoria M1883, dva 280mm/35 kanóny Hontoria M1883 a jeden 160mm/35 kanón Hontoria M1883. 320mm kanóny byly umístěny po jednom v otevřených barbetách systému Canet na přídi a na zádi, přičemž 280mm kanóny se nacházely v otevřených barbetách systému Canet na bocích trupu a 160mm kanón byl v přídi. Doplňovalo je dvanáct 120mm/35 kanónů Hontoria M1883, tři 57mm/40 kanóny Hotchkiss, třináct 37mm/20 kanónů Hotchkiss, čtyři pětihlavňové 37mm/17 kanóny Hotchkiss a sedm 381mm torpédometů. Pohonný systém tvořilo dvanáct vodotrubních kotlů a parní stroje o výkonu 9600 hp, roztáčející dva lodní šrouby. Po dokončení měla loď rovněž oplachtění o ploše 372 m2. Nejvyšší rychlost dosahovala 16,7 uzlu. Dosah byl 3000 námořních mil při 10 uzlech.

### Modifikace

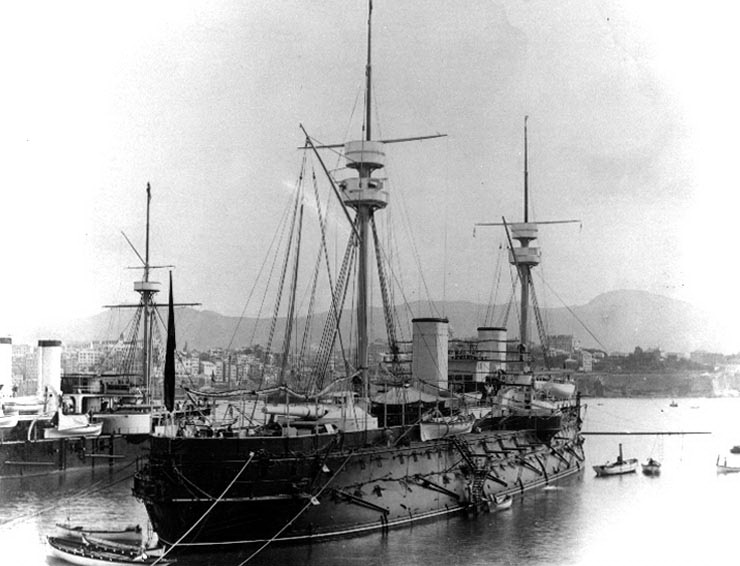
Pelyao v roce 1892

Brzy po dokončení oplachtění nahradily stožáry osazené marsy s výzbrojí. Roku 1897 plavidlo prošlo modernizací v La Seyne. Instalováno bylo šestnáct nových kotlů Niclausse. Nejvyšší rychlost poté dosahovala šestnáct uzlů. Původní 160mm a 120mm kanóny nahradilo devět 140mm kanónů Hontoria, z toho jeden v přídi a ostatní na bocích trupu.
Roku 1910 plavidlo prošlo generálkou, při které byly odstraněny torpédomety.

## Služba
Bitevní loď byla ve službě od roku 1888. Účastnila se řady přehlídek a návštěv, například Řecka roku 1891, Janova v roce 1892 a Kielu v roce 1895. Za španělsko-americké války byla Pelayo nejsilnější španělskou válečnou lodí, avšak do bojů se nezapojila. Společně s pancéřovým křižníkem Emperador Carlos V představovala jádro 2. eskadry, která měla pod velením admirála Manuela de la Cámara odplout na Dálný východ a zapojit se do obrany Filipín. Eskadra dosáhla Egypta, ale poté se musela vrátit, neboť jí nebylo povolenou proplout Suezským průplavem. Do války se tak nezapojila. Od roku 1920 byla využívána jako dělostřelecká cvičná loď. V srpnu 1924 byla vyřazena. Následně byla sešrotována.